# 沂南站
沂南站，位于中华人民共和国山东省临沂市沂南县辛集镇，是胶新铁路上的火车站，建于2003年，由济南铁路局临沂车务段管辖。

## 邻近车站
| 前一站   | 中国铁路              | 后一站       |
| -------- | --------------------- | ------------ |
| 青石岭   | 胶新铁路              | 杨家坡       |
| 莒县沂水 | 潍宿高速铁路(建设中） | 后城西线路所 |

## 車站周邊
- 沂南县蒲汪镇圣母联小
- 长深高速公路

## 业务办理
办理旅客乘降业务，行李包裹托运。货运办理整车，零担到发。

## 歷史
- 建于2003年。